# Mîkolaiivka, Bilopillea
Mîkolaiivka (în ucraineană Миколаївка) este o așezare de tip urban din raionul Bilopillea, regiunea Sumî, Ucraina. În afara localității principale, mai cuprinde și satele Arkavske, Butovșcîna, Hostînne, Jolobok, Pașcenkove, Samara, Strilțeve, Sușîlîne, Vesele și Vîlkî.

## Demografie
Componența lingvistică a așezării de tip urban Mîkolaiivka
     Ucraineană (95,88%)
     Rusă (3,93%)
     Alte limbi (0,02%)
Conform recensământului din 2001, majoritatea populației așezării de tip urban Mîkolaiivka era vorbitoare de ucraineană (95,88%), existând în minoritate și vorbitori de rusă (3,93%).